# Inácio José de Alvarenga Peixoto
Inácio José de Alvarenga Peixoto (Rio de Janeiro, 1742 - Ambaca, Angola, 27 août 1792), était un avocat et poète de Rio de Janeiro et l'un des principaux acteurs de la Conjuration Mineira. Il a été arrêté et jugé pour avoir participé à ce mouvement révolutionnaire, puis condamné à l'exil perpétuel en Afrique. Alvarenga Peixoto se voit attribuer la paternité de l'inscription latine sur le drapeau du Minas Gerais : "Libertas quae sera tamen".

## Biographie
Né dans la ville de Rio de Janeiro, il était le fils de Simão Alvarenga Braga et Ângela Micaela da Cunha. Il a étudié au Collège des Jésuites de Rio de Janeiro, appelé Humberto de Souza Mello. Après avoir déménagé au Portugal, où il a obtenu sa licence, avec mention, en droit à l'Université de Coimbra. Il y rencontre le poète Basílio da Gama, avec lequel il se lie d'amitié.
Dans le Royaume, il a occupé le poste de juge extérieur dans le village de Sintra. De retour au Brésil, il devient médiateur du district de Rio das Mortes et épouse la poète Bárbara Heliodora Guilhermina da Silveira, avec qui elle a eu quatre enfants : Maria Ifigênia, José Eleutério, João Damasceno (qui a ensuite changé le nom en João Evangelista) et Tristão de Alvarenga.

## Participation à la Conjuration Mineira
Sous la pression des impôts imposés par les Portugais, il a fini par s'impliquer dans la Conjuration Mineira. Il était un ami des puissants de l'époque et partageait avec d'autres intellectuels de son temps les idées libertaires des Lumières. Parmi ces personnalités figurent les poètes Cláudio Manuel da Costa et Tomás Antônio Gonzaga, le père José da Silva et Oliveira Rolim, le militaire Joaquim José da Silva Xavier ("Tiradentes") et Joaquim Silvério dos Reis, qui dénoncent les conspirateurs.Dénoncé, détenu prisonnier à l'Île des Cobras, jugé et condamné, il a été expulsé vers l'Angola, où il mourut, peu après son arrivée, victime d'une fièvre tropicale qui ravageait alors les lieux.

## Postérité
Son œuvre est inscrite parmi celle des poètes arcadiens et a été recueillie par Rodrigues Lapa. Il présente quelques-uns des meilleurs sonnets finis de l'arcadisme au Brésil. Le thème de l'amour était l'un des aspects de sa poésie, dans laquelle il y a aussi une attitude critique envers la société de l'époque.
- Dona Bárbara Heliodora, poésie
- Maria Ifigênia, poésie
- Chant génétique, poésie, 1793
- Estela e Nize, poésie
- Je ne regrette pas le prochain danger, poésie
- J'ai vu Linda Jônia, la poésie
- Rêve poétique, poésie

Il a par ailleurs traduit la pièce Mérope de Scipione Maffei en portugais.